# Americká výjimečnost

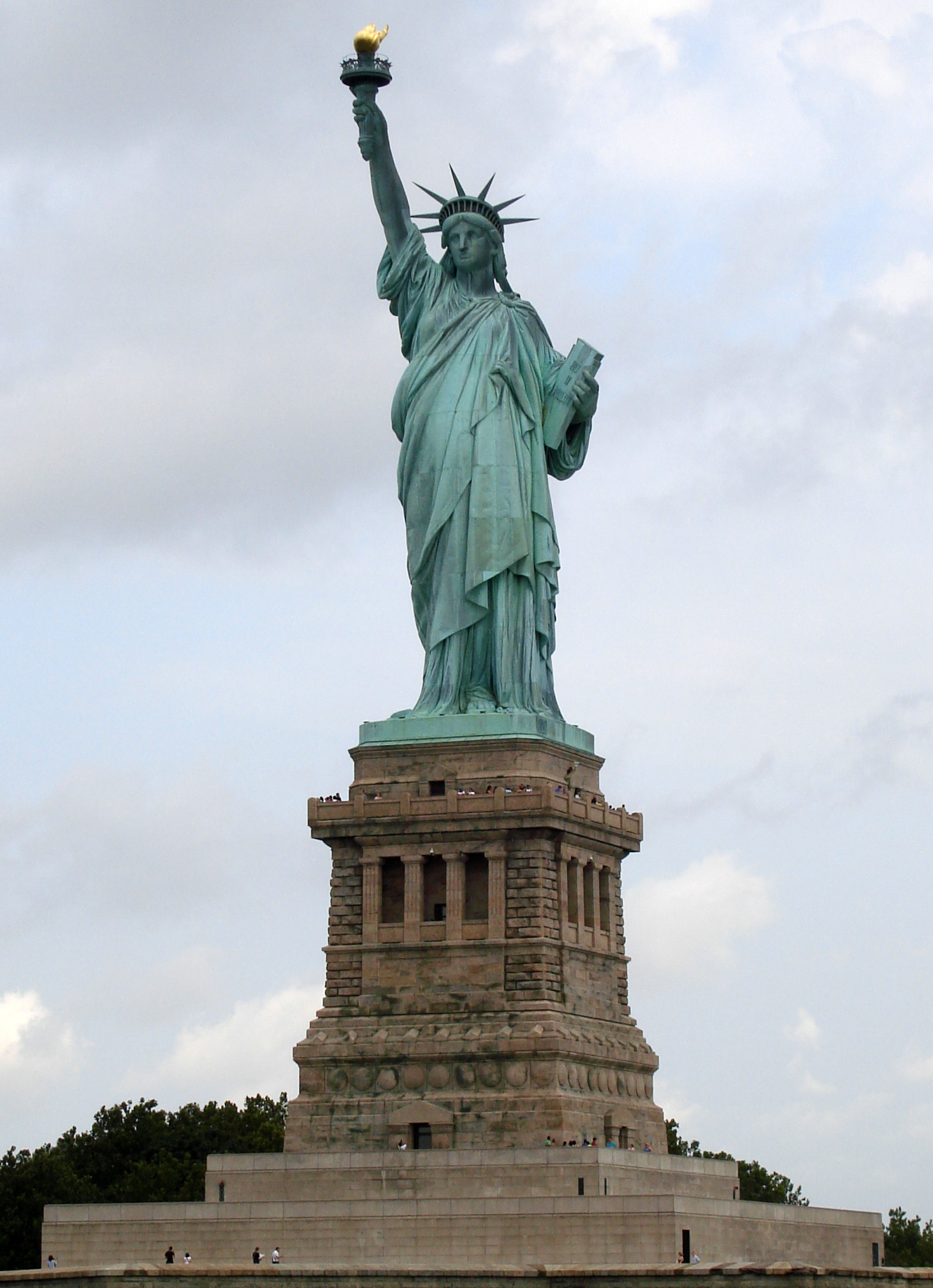
Socha svobody je mnohými výzkumníky označována za ztělesnění americké představy o vlastní výjimečnosti, případně nadřazenosti.

Americká výjimečnost (American exceptionalism) je teorie, že USA jsou kvalitativně odlišné od ostatních zemí. Tato teorie charakterizuje Spojené státy jako výrazně odlišné od ostatních států a národů, protože se jedná o "the first new nation" (první nový národ), který navíc vytvořil specifickou ideologii amerikanismu, jež je založena na svobodě, individualismu, republikánství, laissez-faire, rovnostářství a populismu. Většinou, i když ne vždy, bývá americkou výjimečností přímo implikována americká nadřazenost všem ostatním státům a národům světa.
Počátky teorie o americké výjimečnosti mohou být vysledovány k Alexisovi de Tocqueville, který jako první spisovatel označil Spojené státy jako "výjimečné" a to v letech 1831 a 1840. Ke zpopularizování pojmu i teorií nejvíce pomohli Stalin a američtí komunisté. Američtí komunisté prohlašovali již ve 20. letech 20. století, že jsou Spojené státy ve výjimečném postavení a že pro ně tedy neplatí klasické zákonitosti marxismu, právě za tato tvrzení byli Stalinem označeni za kacíře a následně bylo spojení "americká výjimečnost" značně užíváno ve vnitřních bojích mezi americkými komunisty, čímž se dostatečně zažilo a zpopularizovalo mezi vrstvami amerických intelektuálů, odkud se potom rozšířilo do celé americké společnosti. V roce 1989 si skotský politolog Richard Rose povšiml, že většina amerických historiků s oblibou užívá termín "americká výjimečnost". Navrhl toto vysvětlení:
"America marches to a different drummer. Its uniqueness is explained by any or all of a variety of reasons: history, size, geography, political institutions, and culture. Explanations of the growth of government in Europe are not expected to fit American experience, and vice versa."
„Amerika pochoduje do rytmu jiného bubnu. Její jedinečnost je vysvětlena některým, nebo všemi, ze skupiny příčin: historie, velikost, geografie, politické instituce a kultura. Vysvětlení růstu státního sektoru v Evropě nejsou předpokládána jako validní pro USA a naopak.“